# القط أصله أسد (فلم)
القط أصله أسد هو فيلم دراما مصري من إخراج حسن إبراهيم وتأليف إحسان عبد القدوس  وبطولة محمود ياسين، مديحة كامل، سعيد صالح، سعيد عبد الغني وهياتم.

## أحداث الرواية:
رواية القط أصله أسد لإحسان عبد القدوس تستعرض قصة اجتماعية ذات طابع نفسي تدور حول مفاهيم القوة والضعف لدى الإنسان، وكيف يمكن للظروف أن تُغيّر من طبيعته. تدور القصة حول شخصية رئيسية تعيش في كنف مجتمع يُشعرها بالقيود، حيث تعاني من قمع يُمارس عليها من قِبَل أفراد عائلتها أو المجتمع المحيط بها. تسعى هذه الشخصية للخروج من هذا القفص الاجتماعي والنفسي، وتجد نفسها بين رغبتها في الحرية والتمرد، وبين شعورها بالخوف من التحوّل. بمرور الوقت، ومع تعرّضها لمواقف معينة، تكتشف بداخلها قوة خفية، قوة تشبه الأسد، تدفعها للتغيير والدفاع عن نفسها ومواجهة الظروف القاسية. من خلال هذه القوة، تتحرر الشخصية من قيدها وتبدأ بالتصرف بشجاعة لم تكن تتوقعها من نفسها خاصة بعد أن يتزوج (نجيب) من (نوارة) يرحل بها إلى بورسعيد، لتضيق نوارة بأن نجيب هو رب المنزل، وتتفق مع صديقتها (صفية) على إغراء زوجها نجيب، حتى تستطيع نوارة تهديده والتحكم هي بالمنزل، لتنجح بذلك، وتعمل بالتجارة حتى تصبح سيدة أعمال مشهورة، لتتصاعد الأحداث.

## الشخصيات:

### - البطل الرئيسي (القط/الأسد):
- الاسم والمظهر: لا يتم التركيز على اسمه بشكل كبير، لكن شخصيته تُقدم في البداية كشخص هادئ وذو طبع مسالم. يظهر بمظهر عادي، وربما خجول، لا يبرز وسط الآخرين، ما يجعله أشبه بالقط الهادئ الذي لا يلفت الأنظار.
- الخلفية الشخصية: نشأ في عائلة محافظة ملتزمة بالتقاليد، مما جعله في حالة من التقييد الدائم، حيث يتربى على إطاعة القيم التي ترسمها العائلة والمجتمع. يظهر في البداية كشخص ضعيف الشخصية، لا يقوى على الرفض أو المواجهة، ويعاني من شعور دائم بالدونية.
- التطور الشخصي: مع تقدم الأحداث، يمر البطل بمواقف تجبره على مواجهة جوانب من ذاته كان يخفيها أو يقمعها. يصطدم بعوائق ومواقف تجعله يشعر بضرورة الدفاع عن نفسه، ومن هنا تبدأ شخصية "الأسد" بالظهور داخله. يصبح أكثر شجاعة وقوة، ويتجرأ على مواجهة المواقف الصعبة وتحدي القيم التي كانت تشكّل قيوداً له.

### - الأب:
- الصفات: يتمتع بسلطة قوية في العائلة، وهو متشدد للغاية في الالتزام بالعادات والتقاليد، حيث يرى أن على أبنائه اتباع خطواته والحفاظ على سمعته ومكانته الاجتماعية.
- العلاقة مع البطل: يمثل الأب مصدر القمع والتسلط في حياة البطل، فهو دائم النقد له ويجبره على الالتزام بتوقعاته، دون أن يمنحه حرية التفكير أو اتخاذ قراراته بنفسه. هذا القمع يدفع البطل إلى الشعور بالاختناق والرغبة في التحرر، رغم خوفه من مواجهة والده.
- رمزيته: يمثل الأب الضغط المجتمعي والحواجز التي تقف أمام الأفراد وتمنعهم من أن يكونوا على حقيقتهم.

### - الأم:
- الصفات: شخصية لطيفة وحنونة، لكنها مستسلمة إلى حد كبير أمام سلطة الأب. تؤدي دورها كزوجة وأم تقليدية، وتسعى لتهدئة التوترات دون أن تتدخل مباشرة.
- العلاقة مع البطل: الأم تحب ابنها وتدعمه، لكنها في نفس الوقت تشعر بالعجز عن دعمه علانية بسبب خوفها من مواجهة زوجها. تقوم بدور المساند السلبي، فهي لا تجرؤ على التمرد على قواعد الأب وتعيش حياةً هادئة.
- رمزيته: تمثل الأم الشخصيات التي تعيش في الظل ولا تسعى إلى التغيير، حتى لو كانت ترى ما يحدث أمامها، مكتفية بالقيام بواجبها الاجتماعي.

### - الحبيبة (الشخصية النسائية القوية):
- الصفات: على عكس شخصيات أخرى في الرواية، تتمتع هذه الشخصية النسائية باستقلالية وشجاعة، وهي شخصية طموحة ولديها رؤية واضحة لحياتها. ترتبط بالبطل عاطفيًا وتؤمن بإمكاناته، وتحاول دفعه لإخراج "الأسد" داخله.
- العلاقة مع البطل: تلعب دورًا محوريًا في تحفيز البطل ليكتشف شخصيته الحقيقية. تساعده على فهم قوته الداخلية وتشجعه على مواجهة خوفه من سلطة الأب ومن القيود الاجتماعية، وتظل معه في لحظات التحول الحاسمة.
- رمزيته: تمثل شخصية الحبيبة الأمل والتغيير، فهي الدافع الأساسي الذي يساعد البطل على التحرر من قيوده والتحوّل إلى شخص قادر على المواجهة.

### - الأصدقاء والزملاء:
- صفاتهم: بعضهم يتمتع بشخصية خاضعة، ويوافق على كل ما يقوله المجتمع، ويعيش حياة تتناسب مع العادات، بينما آخرون يعيشون حياة متمردة وخالية من القيود، فيتواجدون على طرفي النقيض.
- العلاقة مع البطل: يمثلون نموذجين مختلفين للتأثير؛ هناك من يدفع البطل للت conform وإطاعة العادات والتقاليد، وآخرون يشجعونه على التمرد وتحدي هذا الوضع، مما يساعد في تطور أفكاره وتحديد موقفه.
- رمزيتهم: يمثلون تيارات مختلفة من المجتمع، بين التأييد المطلق للتقاليد ورفضها، ما يعكس الصراعات الداخلية للبطل ويجسد الصراع الاجتماعي في الرواية.

## طاقم العمل
- محمود ياسين بدور نجيب
- مديحة كامل بدور نوارة
- سعيد صالح بدور صلاح
- سعيد عبد الغني بدور عبد المجيد
- هياتم بدور صفية
- سعاد نصر بدور فاطمة

## وصلات خارجية
- مقالات تستعمل روابط فنية بلا صلة مع ويكي بيانات